# Prvenec
Prvenec imenujemo prvi glasbeni album, leposlovno delo ali drugo, zlasti umetniško delo, ki ga izda neki avtor.
Društvo slovenskih pisateljev podeljuje vsako leto nagrado za prvenec, ki jo podelijo na Slovenskem knjižnem sejmu avtorju z najboljšim literarnim prvencem, izdanim po Knjižnem sejmu preteklega leta.